# اللكمة هوزان (مناخة)

تعديل مصدري - تعديل

اللكمة هوزان هي إحدى قرى عزلة هوزان بمديرية مناخة التابعة لمحافظة صنعاء، بلغ تعداد سكانها 55 نسمة حسب تعداد اليمن لعام 2004.